# Кендрик, Анна
А́нна Ке́ндрик (англ. Anna Kendrick; род. 9 августа 1985, Портленд, Мэн) — американская актриса и певица. Её актёрским дебютом стала роль в бродвейском мюзикле «Высшее общество» в 1998 году. Дебютировала в кино с ролью в комедийном фильме «Лагерь» (2003). В 2010 году была номинирована на премию «Оскар» за «Лучшую женскую роль второго плана» в фильме «Мне бы в небо».

## Ранние годы
Кендрик родилась в Портленде, штат Мэн. Она является дочерью Дженис (урождённая Кук), бухгалтера, и Уильяма Кендрик, учителя истории, который также работает в области финансов. Её бабушкой и дедушкой по материнской линии были Рональд и Рут (урождённая Смолл) Кук. У неё есть старший брат, актёр Майкл Кук Кендрик. Актриса имеет английские, ирландские и шотландские корни. Она училась в средней школе Диринга (англ. Deering High School) в Портленде до того, как занялась актёрской карьерой.

## Карьера

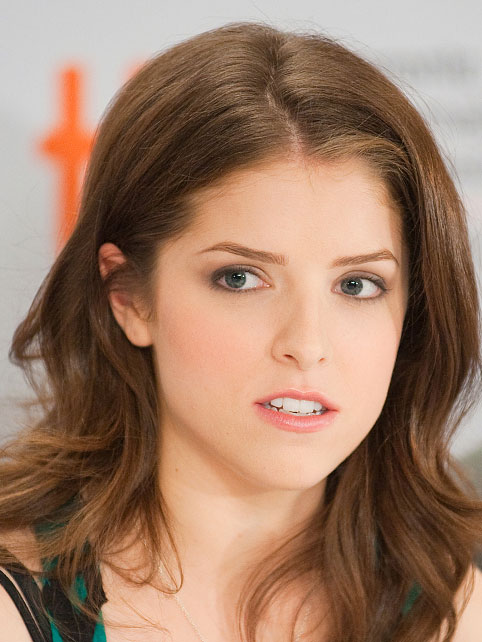
Анна Кендрик в 2009 году

Впервые Анна выступила в бродвейском мюзикле «Высшее общество» (англ. «High Society») в августе 1998 года в возрасте двенадцати лет. За эту роль она получила премию «Театральный мир» и была номинирована на премию «Драма Деск» и премию «Тони», став второй из самых молодых актрис, номинированной на эту премию. Также выступала в мюзикле «Маленькая ночная музыка» (англ. «A Little Night Music»).
В 2003 году дебютировала в фильме «Лагерь» и была номинирована на премию «Независимый дух». Потом она снялась в фильме «Гранит науки» и хотя фильм не получил хороших оценок, её игра получила весьма высокую оценку критиков, и она была номинирована на премию «Независимый дух» как лучшая актриса. В 2008 году снялась в фильме «Сумерки» по одноимённому роману Стефани Майер.
В 2010 году на 21-м международном кинофестивале Палм-Спрингс Анна стала «Восходящей Звездой года» за роль в картине «Мне бы в небо». За участие в этом фильме актриса была также номинирована на «Оскар», «Золотой глобус», Screen Actor Guild Awards и BAFTA.
Следующими известными фильмами с её участием стали: «Идеальный голос» (2012), «Чем дальше в лес…» (2014), «Идеальный голос 2» (2015), «Мой парень — киллер» (2015), «Свадебный угар» (2016), «Расплата» (2016), «Идеальный голос 3» (2017) и «Простая просьба» (2018).
23 апреля 2021 года в российский прокат вышел сай-фай триллер Джо Пенны «Дальний космос» с Кендрик в главной роли.
В 2022 году стало известно, что Кендрик выступит режиссёром криминального триллера «Игра в свидание», основанном на реальных событиях. Кроме того, она сыграет в картине главную роль и выступит в качестве продюсера проекта.

## Личная жизнь
С 2009 года Кендрик встречалась с британским режиссёром и сценаристом Эдгаром Райтом, с которым познакомилась на съёмках фильма «Скотт Пилигрим против всех». Пара рассталась в начале 2013 года.
С февраля 2014 года встречалась с оператором Беном Ричардсоном, с которым познакомилась на съёмках фильма «Собутыльники». Актриса живёт в Лос-Анджелесе, Калифорния. В 2020 году встречалась с актёром Биллом Хейдером, но в 2022 году пара распалась.

## Фильмография
| Год  |    | Русское название                    | Оригинальное название                     | Роль            |
| ---- | -- | ----------------------------------- | ----------------------------------------- | --------------- |
| 2003 | ф  | Лагерь                              | Camp                                      | Фризи Вагнер    |
| 2007 | ф  | Гранит науки                        | Rocket Science                            | Джини Райерсон  |
| 2007 | с  | Вива Лафлин                         | Viva Laughlin                             | Холли           |
| 2008 | ф  | Сумерки                             | Twilight                                  | Джессика Стэнли |
| 2009 | ф  | Где-то там                          | Elsewhere                                 | Сара            |
| 2009 | ф  | Знакомство с Марком                 | The Marc Pease Experience                 | Мэг Брикман     |
| 2009 | ф  | Мне бы в небо                       | Up in the Air                             | Натали Кинер    |
| 2009 | ф  | Сумерки. Сага. Новолуние            | The Twilight Saga: New Moon               | Джессика Стэнли |
| 2009 | с  | Страх как он есть                   | Fear Itself                               | Шелби Джонсон   |
| 2010 | ф  | Сумерки. Сага. Затмение             | The Twilight Saga: Eclipse                | Джессика Стэнли |
| 2010 | ф  | Скотт Пилигрим против всех          | Scott Pilgrim vs. the World               | Стейси Пилигрим |
| 2011 | ф  | Жизнь прекрасна                     | 50/50                                     | Кэтрин Маккей   |
| 2011 | ф  | Сумерки. Сага: Рассвет — Часть 1    | The Twilight Saga: Breaking Dawn — Part 1 | Джессика Стэнли |
| 2012 | ф  | Чего ждать, когда ждёшь ребёнка     | What to Expect When You’re Expecting      | Рози Бреннан    |
| 2012 | мф | Паранорман, или Как приручить зомби | ParaNorman                                | Кортни Бэбкок   |
| 2012 | ф  | Грязные игры                        | The Company You Keep                      | Диана           |
| 2012 | ф  | Патруль                             | End of Watch                              | Джанет Тейлор   |
| 2012 | ф  | Идеальный голос                     | Pitch Perfect                             | Бека Митчелл    |
| 2012 | мс | Гриффины                            | Family Guy                                | Нора            |
| 2013 | ф  | Собутыльники                        | Drinking Buddies                          | Джилл           |
| 2013 | ф  | Восторг Палуза                      | Rapture-Palooza                           | Линдси Льюис    |
| 2014 | ф  | Голоса                              | The Voices                                | Лиза            |
| 2014 | ф  | Если твоя девушка — зомби           | Life After Beth                           | Эрика Уэкслер   |
| 2014 | ф  | Счастливого Рождества               | Happy Christmas                           | Дженни          |
| 2014 | ф  | Последние пять лет                  | The Last Five Years                       | Кэти Хайатт     |
| 2014 | ф  | Торт                                | Cake                                      | Нина Коллинз    |
| 2014 | ф  | Чем дальше в лес…                   | Into the Woods                            | Золушка         |
| 2015 | ф  | В поисках огня                      | Digging for Fire                          | Алисия          |
| 2015 | ф  | Идеальный голос 2                   | Pitch Perfect 2                           | Бека Митчелл    |
| 2015 | ф  | Мой парень — киллер                 | Mr. Right                                 | Марта Маккей    |
| 2016 | ф  | Холлеры                             | The Hollars                               | Ребекка         |
| 2016 | ф  | Охота на работу                     | Get a Job                                 | Джиллиан Стюарт |
| 2016 | ф  | Свадебный угар                      | Mike and Dave Need Wedding Dates          | Элис            |
| 2016 | мф | Тролли                              | Trolls                                    | Розочка         |
| 2016 | ф  | Расплата                            | The Accountant                            | Дана Каммингс   |
| 2017 | ф  | Столик № 19                         | Table 19                                  | Элоиза Макгэрри |
| 2017 | ф  | Идеальный голос 3                   | Pitch Perfect 3                           | Бека Митчелл    |
| 2018 | ф  | Простая просьба                     | A Simple Favor                            | Стефани Смозерс |
| 2019 | ф  | Николь                              | Noelle                                    | Николь Крингл   |
| 2020 | мф | Тролли.Мировой тур                  | Trolls                                    | Розочка         |
| 2020 | с  | Кукла                               | Dummy                                     | Коди Хеллер     |
| 2020 | с  | Личная жизнь                        | Love Life                                 | Дерби           |
| 2021 | ф  | Дальний космос                      | Stowaway                                  | Левенсон        |
| 2023 | мф | Тролли. Группа в сборе              | Trolls Band Together                      | Розочка         |
| 2023 | ф  | Свидание с монстром                 | Woman of the Hour                         | Шерил Брэдшоу   |
| 2025 | ф  | Ещё одна простая просьба            | Another Simple Favor                      | Стефани Смозерс |

## Театр
| Год  | Название           | Роль               | Место проведения    |
| ---- | ------------------ | ------------------ | ------------------- |
| 1998 | Высшее общество    | Дина Лорд          | Театр «Сент Джеймс» |
| 2003 | Маленькая серенада | Фредрика Армфельдт | Нью-Йорк сити опера |

## Музыкальные видео
| Год  | Название               | Роль              | Исполнитель     |
| ---- | ---------------------- | ----------------- | --------------- |
| 2010 | «Pow Pow»              | Оборотень         | LCD Soundsystem |
| 2012 | «Do It Anyway»         | Секретарша        | Ben Folds Five  |
| 2013 | «Cups (When I'm Gone)» | В роли самой себя | Анна Кендрик    |

## Награды и номинации
Полный список наград и номинаций на сайте IMDb.com.
| Год  | Награда                                       | Категория                                     | Работа                     | Результат |
| ---- | --------------------------------------------- | --------------------------------------------- | -------------------------- | --------- |
| 1998 | Theatre World Awards                          | н/д                                           | Высшее общество            | Победа    |
| 1998 | Tony Awards                                   | Лучшая женская роль второго плана в мюзикле   | Высшее общество            | Номинация |
| 1998 | Драма Деск                                    | Лучшая женская роль второго плана в мюзикле   | Высшее общество            | Номинация |
| 2004 | Independent Spirit Awards                     | Лучший дебют                                  | Лагерь                     | Номинация |
| 2008 | Independent Spirit Awards                     | Лучшая женская роль второго плана             | Гранит науки               | Номинация |
| 2009 | Austin Film Critics Association               | Лучшая актриса                                | Мне бы в небо              | Победа    |
| 2009 | Houston Film Critics Society                  | Лучшая актриса                                | Мне бы в небо              | Победа    |
| 2009 | National Board of Review                      | Лучшая актриса                                | Мне бы в небо              | Победа    |
| 2009 | Boston Society of Film Critics                | Лучшая актриса                                | Мне бы в небо              | 2-е место |
| 2009 | Chicago Film Critics Association              | Лучшая актриса                                | Мне бы в небо              | Номинация |
| 2009 | Dallas-Fort Worth Film Critics Association    | Лучшая актриса                                | Мне бы в небо              | 2-е место |
| 2009 | Общество кинокритиков Детройта                | Лучшая актриса                                | Мне бы в небо              | Номинация |
| 2009 | Ассоциация кинокритиков Лос-Анджелеса         | Лучшая актриса                                | Мне бы в небо              | 2-е место |
| 2009 | New York Film Critics Circle                  | Лучшая актриса                                | Мне бы в небо              | 3-е место |
| 2009 | San Diego Film Critics Society                | Лучшая актриса                                | Мне бы в небо              | 2-е место |
| 2009 | Satellite Awards                              | Лучшая женская роль второго плана — Кинофильм | Мне бы в небо              | Номинация |
| 2009 | St. Louis Gateway Film Critics Association    | Лучшая актриса                                | Мне бы в небо              | Номинация |
| 2009 | Washington D.C. Area Film Critics Association | Лучшая актриса                                | Мне бы в небо              | Номинация |
| 2009 | Washington D.C. Area Film Critics Association | Лучший прорыв                                 | Мне бы в небо              | Номинация |
| 2009 | Washington D.C. Area Film Critics Association | Лучший актёрский ансамбль                     | Мне бы в небо              | Номинация |
| 2010 | Оскар                                         | Лучшая женская роль второго плана             | Мне бы в небо              | Номинация |
| 2010 | People's Choice Awards                        | Любимая киноактриса                           | Мне бы в небо              | Номинация |
| 2010 | Золотой глобус                                | Лучшая женская роль второго плана — Кинофильм | Мне бы в небо              | Номинация |
| 2010 | Critics' Choice Movie Awards                  | Лучшая актриса                                | Мне бы в небо              | Номинация |
| 2010 | Critics' Choice Movie Awards                  | Лучший актёрский состав                       | Мне бы в небо              | Номинация |
| 2010 | Irish Film & Television Academy               | Лучшая международная актриса                  | Мне бы в небо              | Номинация |
| 2010 | Online Film Critics Society                   | Лучшая актриса                                | Мне бы в небо              | Номинация |
| 2010 | Palm Springs International Film Festival      | Rising Star Award                             | Мне бы в небо              | Победа    |
| 2010 | Empire Awards                                 | Лучшая новая актриса                          | Сумерки. Сага. Новолуние   | Номинация |
| 2010 | National Society of Film Critics              | Лучшая актриса                                | Мне бы в небо              | Номинация |
| 2010 | Toronto Film Critics Association              | Лучшая актриса                                | Мне бы в небо              | Победа    |
| 2010 | Vancouver Film Critics Circle                 | Лучшая актриса                                | Мне бы в небо              | Номинация |
| 2010 | Премия Гильдии киноактёров США                | Лучшая женская роль второго плана             | Мне бы в небо              | Номинация |
| 2010 | BAFTA                                         | Лучшая женская роль второго плана             | Мне бы в небо              | Номинация |
| 2010 | MTV Movie Awards                              | Лучший актёрский прорыв                       | Мне бы в небо              | Победа    |
| 2010 | Teen Choice Awards                            | Choice Movie: Female Scene Stealer            | Сумерки. Сага. Новолуние   | Номинация |
| 2010 | Teen Choice Awards                            | Most Fanatic Fans                             | Сумерки. Сага. Новолуние   | Победа    |
| 2010 | Общество кинокритиков Детройта                | Лучший актёрский ансамбль                     | Скотт Пилигрим против всех | Номинация |
| 2013 | MTV Movie Awards                              | Лучший музыкальный момент                     | Идеальный голос            | Победа    |
| 2013 | Teen Choice Awards                            | Выбор киноактрисы: Комедия                    | Идеальный голос            | Номинация |
| 2013 | Teen Choice Awards                            | Choice Movie Liplock                          | Идеальный голос            | Номинация |
| 2013 | Teen Choice Awards                            | Выбор сингла: Женский вокал                   | Cups                       | Номинация |
| 2013 | American Music Awards                         | Любимый Саундтрек                             | Идеальный голос            | Победа    |
| 2014 | Общество кинокритиков Детройта                | Лучший актёрский ансамбль                     | Чем дальше в лес…          | Номинация |
| 2015 | Critics' Choice Movie Awards                  | Лучший актёрский ансамбль                     | Чем дальше в лес…          | Номинация |
| 2015 | Satellite Awards                              | Лучший актёрский состав — Кинофильм           | Чем дальше в лес…          | Победа    |
| 2015 | Billboard Music Awards                        | Top Soundtrack                                | Чем дальше в лес…          | Номинация |
| 2015 | Teen Choice Awards                            | Выбор киноактрисы: Комедия                    | Идеальный голос 2          | Победа    |
| 2015 | Teen Choice Awards                            | Choice Movie — Hissy Fit                      | Идеальный голос 2          | Победа    |
| 2015 | Teen Choice Awards                            | Choice Movie — Chemistry                      | Идеальный голос 2          | Победа    |
| 2015 | American Music Awards                         | Top Soundtrack                                | Идеальный голос 2          | Победа    |
| 2016 | People's Choice Awards                        | Любимая комедийная актриса                    | Идеальный голос 2          | Номинация |
| 2016 | People's Choice Awards                        | Favorite Social Media Celebrity               | н/д                        | Номинация |
| 2016 | Grammy Awards                                 | Best Compilation Soundtrack for Visual Media  | Идеальный голос 2          | Номинация |
| 2016 | MTV Movie Awards                              | Лучшая актриса                                | Идеальный голос 2          | Номинация |
| 2016 | MTV Movie Awards                              | Лучший актёрский состав                       | Идеальный голос 2          | Победа    |
| 2016 | Teen Choice Awards                            | Выбор киноактрисы: Комедия                    | Мой парень — киллер        | Номинация |
| 2016 | Teen Choice Awards                            | Choice Movie Actress: AnTEENcipated           | Холлеры                    | Номинация |
| 2017 | People's Choice Awards                        | Любимая киноактриса                           | Расплата                   | Номинация |
| 2017 | People's Choice Awards                        | Любимая комедийная актриса                    | Свадебный угар             | Номинация |
| 2017 | Kid Choice Awards                             | Лучшее озвучивание                            | Тролли                     | Номинация |
| 2017 | Kid Choice Awards                             | Favorite Frenemies                            | Тролли                     | Номинация |
| 2017 | MTV Movie Awards                              | Лучший поцелуй (совместно с Заком Эфроном)    | Столик № 19                | Номинация |
| 2017 | Teen Choice Awards                            | Выбор киноактрисы: Комедия                    | Столик № 19                | Номинация |
| 2018 | Teen Choice Awards                            | Выбор киноактрисы: Комедия                    | Идеальный голос 3          | Победа    |
| 2018 | Teen Choice Awards                            | Choice Twit                                   | н/д                        | Победа    |